# Christian Seel (Ministerialbeamter)
Christian Seel (* 1971) ist ein deutscher Jurist und politischer Beamter. Von 2015 bis 2022 war er Staatssekretär im Saarländischen Ministerium für Inneres, Bauen und Sport.

## Leben
Nach seinem Abitur (1990) und dem Wehrdienst als Reserveoffizier (1990–1992) nahm Seel 1992 ein Studium der Rechtswissenschaften auf, welches er 1997 mit dem ersten Staatsexamen abschloss. Es folgten das Rechtsreferendariat im Bereich des Saarländischen Oberlandesgerichts und der Abschluss des zweiten Staatsexamens (1997–1999) sowie zwischen 1999 und 2003 der Posten als persönlicher Referent und Pressesprecher im saarländischen Ministerium der Justiz.
Von 2003 bis 2004 war er Richter am Amtsgericht in Lebach und zwischen 2004 und 2005 am Amtsgericht Saarbrücken. Nachdem der Jurist von 2005 bis 2006 als Referatsleiter Innerer Dienst, Organisation und IT sowie als stellvertretender Abteilungsleiter im Ministerium für Justiz, Gesundheit und Soziales des Saarlandes tätig gewesen war, war er Abteilungsleiter Personal, Haushalt und Organisation ebendort (2007–2009) und im selben Ministerium Abteilungsleiter Personal, Haushalt, Organisation (2009–2014). Zeitgleich war Seel Beauftragter für den Haushalt und ab 2006 Vorsitzender des Landespersonalausschusses. Diese Posten hatte er bis zu seiner Ernennung zum Staatssekretär inne.
Im Zuge einer Umbildung des Kabinetts Kramp-Karrenbauer II wurde Christian Seel von Minister Klaus Bouillon zum 1. Januar 2015 zum Staatssekretär des Saarländischen Ministeriums für Inneres und Sport berufen. Er wurde Nachfolger von Georg Jungmann. Am 26. April 2022 schied er mit dem Antritt des Kabinetts Rehlinger aus diesem Amt wieder aus.
Seel ist Mitglied der CDU. Er gehört als Beisitzer dem Bundesvorstand der Juristen innerhalb der CDU Deutschlands an.

## Privates
Christian Seel ist verheiratet und wohnt in Saarbrücken.